# رائف نجم
رائف يوسف محمود نجم (1926 - 24 نوفمبر 2021) مهندس مدني أردني، كان خبيرًا في شؤون المسجد الأقصى والقدس، وشغل منصب وزير الأوقاف ومنصب وزير الأشغال العامة والإسكان في الأردن، ومنصب نائب رئيس لجنة إعمار المسجد الأقصى.

## حياته
تخرج في جامعة فؤاد الأول (جامعة القاهرة الآن) بشهادة بكالوريوس في الهندسة المدنية عام 1951. تولى بين عامي 1984 و1985 منصب وزير الأشغال العامة في الأردن، وفي عام 1991 تولى وزارة الأوقاف والشؤون والمقدسات الإسلامية.

## مؤلفات
له عدد من المؤلفات، منها:
- كنوز القدس، منظمة المدن العربية في الكويت، عام 1983م.
- نحو خطة عملية لإعمار المقدسات، المؤتمر الإسلامي العام لبيت المقدس، 1985م.
- القدس خلال مرحلة الاحتلال الإسرائيلي، عمان، 1983م.
- القدس أنموذج للتعايش السلمي، وزارة الأوقاف عمّان، 1991م.
- الإعمار الهاشمي في القدس، عمّان، 1994م.
- في رحاب العلم والإيمان، عمّان، 1986م.
- الإعجاز العلمي للقرآن الكريم برهان النبوة، عمّان، 1980م.
- دليل القدس، منظمة التحرير الفلسطينية، عمّان، 1995م.
- المواصفات العامة للأبنية عمّان، الطبعة الأولى 1972، والطبعة الثانية 1988م.
- عدد كبير من الأبحاث الإسلامية وأبحاث بشأن القدس، وكتاب ذكريات 2001م.

## وفاته
تُوفي في العاصمة الأردنيّة عمّان بتاريخ 19 ربيع الآخر 1443 هـ الموافق 24 نوفمبر 2021 ميلاديًّا عن عمرٍ ناهز 95 عامًا.